# Baccanella
Baccanella è una frazione del comune italiano di Palaia, nella provincia di Pisa, in Toscana.

## Geografia fisica
Baccanella sorge in pianura nella Valdera, a metà strada tra Forcoli e Montanelli, ai piedi della collina di Alica, nel punto in cui il torrente Rigone si immette nel Tosola, poco prima di confluire nel Roglio. La località era nota per la presenza di acque acidule solforose, molto utilizzate per la cura di reumatismi.
Il paese dista circa 7 km dal capoluogo comunale e poco meno di 40 km da Pisa.

## Storia
Il borgo era noto già in epoca medievale per la presenza del Bagno a Baccanella, pozza di acqua acidula solforosa fredda, la quale scaturiva da uno strato di marna cerulea conchigliare sulla destra ripa del torrente Tosola presso Villa Saletta. Le acque furono descritte da Giovanni Targioni Tozzetti nel suo Relazioni d'alcuni viaggi fatti in diverse parti della Toscana del 1751, documentando la presenza di un piccolo lago ("pozza"), molto sfruttato per la cura di varie patologie: lo stesso medico Andrea Vaccà Berlinghieri era solito utilizzare le acque per curare le malattie della pelle, i reumatismi e l'artrite.
Il nucleo originario del paese pare da ricondursi alla presenza, nei pressi delle acque, di una piccola osteria, una bettola, da cui il toponimo. Con la costruzione della chiesa nel XVII secolo, la località iniziò a svilupparsi fino a prendere la forma nei secoli di moderno paese rurale, a vocazione agricola.

## Monumenti e luoghi d'interesse

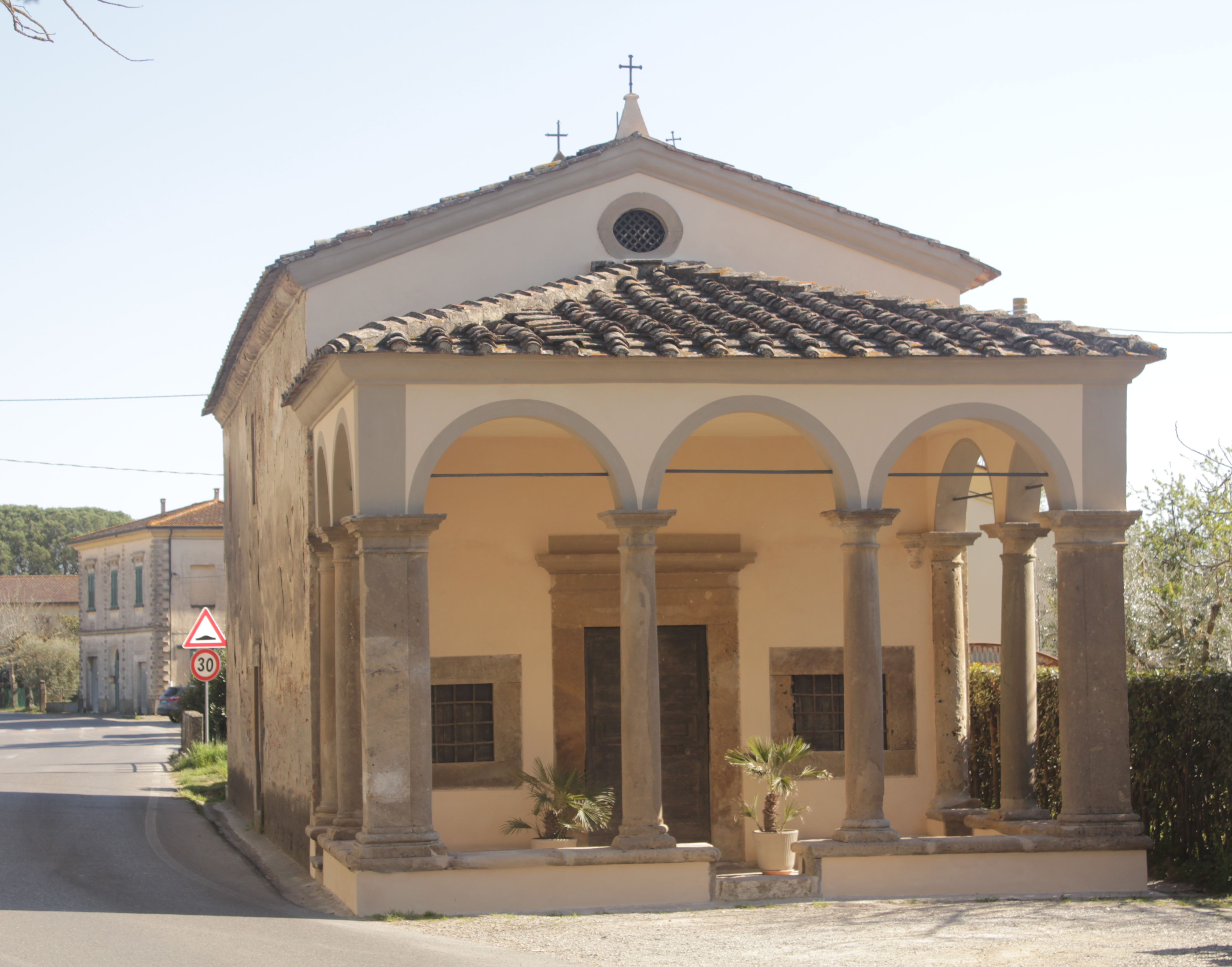
La chiesa di Santa Maria delle Grazie

### Chiesa di Santa Maria delle Grazie
La chiesa di Santa Maria delle Grazie è situata nel centro della frazione e risale al XVII secolo. Su questo stesso terreno precedentemente sorgeva un “capitellino”, una piccola cappella o oratorio, edificato nel 1534 da un certo Giuliano Papineschi insieme ad un pozzo d'acqua e ad un risciacquatoio. Nella parete posta di fronte all'ingresso di questa cappella, lo stesso Papineschi aveva fatto dipingere una Madonna col Bambino e costruito un altare. Il verificarsi di ben due miracoli rese la cappella luogo di devozione popolare su cui poi i Certosini decisero di erigere la chiesa. Dal 1615 in poi troviamo notizie contenute nell'archivio della Certosa di Calci che attestano l'inizio dei lavori della attuale chiesa. La costruzione va avanti fino al 3 febbraio 1619 quando fu benedetta la nuova chiesa dai monaci della Certosa di Calci che la concessero temporaneamente in uso al parroco della chiesa dei Santi Maria e Jacopo. La prima struttura non comprendeva il loggiato esterno che fu iniziato nel 1625 e completato nel 1632.

### Albero delle sedie
L'Albero delle sedie è un'opera scultorea realizzata dall'architetto Alberto Bartalini nel 2008 ed è esposta all'interno del giardino intitolato ai caduti sul lavoro. Il significato di questa installazione a forma di "albero", che ha alle sue terminazioni delle sedie anziché rami, è quello dell'inclusione: nonostante le diverse etnie, lingue e caratteri, tutti possono trovare posto all'interno di questo albero.